# 天主教科摩羅群島宗座代牧區
天主教科摩羅群島宗座代牧區（拉丁語：Vicariatus Apostolicus Insularum Comorensium）是羅馬天主教一個宗座代牧區，直屬教廷。
代牧區包括印度洋島國科摩羅以及馬約特島。2010年有教友6,000人、兩個堂區、六名司鐸。現任宗座代牧為加祿‧馬胡扎‧亞瓦。
1975年6月5日設宗座署理區。2010年5月1日升為代牧區。